# Sherman (Texas)
Sherman és una població dels Estats Units a l'estat de Texas. Segons el cens del 2009 tenia 38.407 habitants.

## Demografia
Segons el cens del 2000, Sherman tenia 35.082 habitants, 13.739 habitatges, i 8.820 famílies. La densitat de població era de 351,4 habitants per km².
Dels 13.739 habitatges en un 30,9% hi vivien nens de menys de 18 anys, en un 46,7% hi vivien parelles casades, en un 13,4% dones solteres, i en un 35,8% no eren unitats familiars. En el 30,4% dels habitatges hi vivien persones soles el 12,5% de les quals corresponia a persones de 65 anys o més que vivien soles. El nombre mitjà de persones vivint en cada habitatge era de 2,42 i el nombre mitjà de persones que vivien en cada família era de 3,01.
Per edats la població es repartia de la següent manera: un 24,6% tenia menys de 18 anys, un 13,1% entre 18 i 24, un 27,8% entre 25 i 44, un 19,3% de 45 a 60 i un 15,1% 65 anys o més.
L'edat mediana era de 34 anys. Per cada 100 dones de 18 o més anys hi havia 89,3 homes.
La renda mediana per habitatge era de 34.211$ i la renda mediana per família de 42.528$. Els homes tenien una renda mediana de 31.828$ mentre que les dones 23.363$. La renda per capita de la població era de 18.717$. Aproximadament el 9,6% de les famílies i el 13,3% de la població estaven per davall del llindar de pobresa.

## Poblacions més properes
El següent diagrama mostra les poblacions més properes.